# Hage Geingob
Hage Gottfried Geingob (Otjiwarongo, 3 de agosto de 1941 – Windhoek, 4 de fevereiro de 2024) foi um político namibiano, primeiro-ministro da Namíbia de 1990 a 2002 e de 2012 a 2015, e presidente do país de 2015 até sua morte.

## Biografia
Nascido em uma família damara em Otjiwarongo, no então Sudoeste Africano (atual Namíbia), Geingob foi viver nos Estados Unidos para prosseguir o ensino superior em ciências políticas.
Ele tornou-se primeiro-ministro da Namíbia após a independência do país em 1990, servindo até 2002. Retornou ao posto em 2012, no governo de Hifikepunye Pohamba.
Membro da Organização do Povo do Sudoeste Africano (SWAPO, na sigla em inglês), ele foi eleito presidente da Namíbia em 2014 com 86% dos votos, e seu partido obteve o controle de dois terços da Assembleia Nacional.
Novamente candidato nas eleições presidenciais de novembro de 2019, Geingob foi reeleito com 56,3% dos votos expressos. Panduleni Itula, candidato dissidente da SWAPO, chefe do Movimento Sem Terra (LPM) de Bernadus Swartbooi, recebeu 30% dos votos; e o líder da oposição McHenry Venaani, do Movimento Democrático Popular (PDM), anteriormente próximo ao apartheid da África do Sul, obteve 5,3% dos votos. A SWAPO conquistou 65% dos assentos na Assembleia Nacional, não obtendo uma maioria de dois terços como na legislatura anterior.

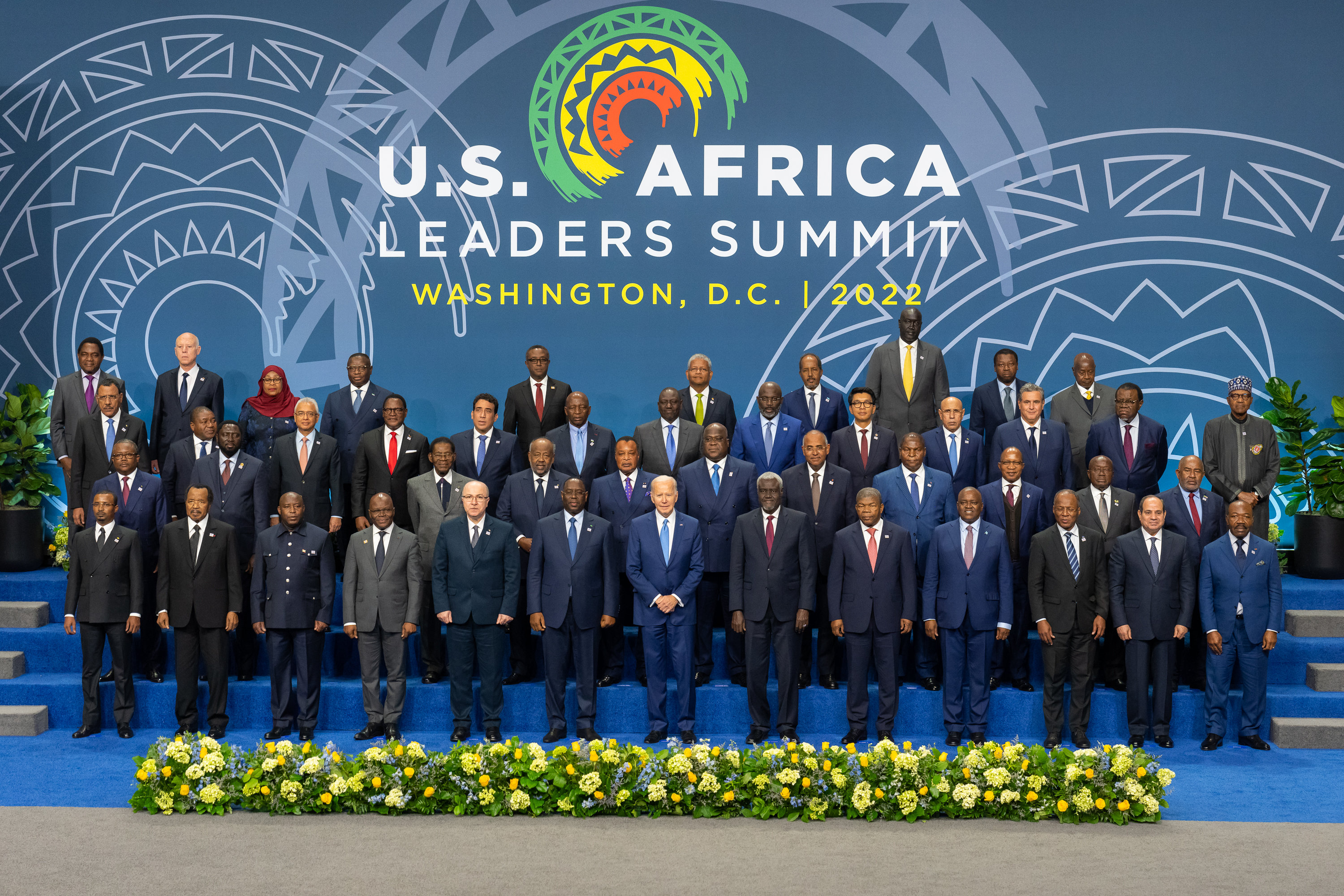
Geingob, presidente dos Estados Unidos Joe Biden e outros líderes africanos na Cimeira Estados Unidos–África em Washington, D.C., em dezembro de 2022

Em uma entrevista ao jornal The Namibian em dezembro de 2016, ele afirmou que a Namíbia deixaria o Tribunal Penal Internacional devido à percepção de que a corte estava agindo apenas contra líderes africanos, mas que o país se manteria no tribunal caso os Estados Unidos se tornassem membros da corte.
Ele presidiu a Comunidade de Desenvolvimento da África Austral após ser eleito para a posição em 2018.
Em abril de 2021, a Organised Crime and Corruption Reporting Project e o The Namibian denunciaram que Geingob estava envolvido no escândalo Fishrot, alegadamente instruindo um oficial do governo a desviar fundos de uma companhia de pesca estatal para pagar propina aos delegados presentes no congresso eleitoral da SWAPO em 2017, para que votassem nele.
Em janeiro de 2024, Geingob declarou apoio ao processo iniciado no Tribunal Internacional de Justiça pela África do Sul contra Israel pelo crime de genocídio no conflito na Faixa de Gaza, afirmando que "Nenhum ser humano que ama a paz pode ignorar a carnificina travada contra os palestinos em Gaza".

## Vida pessoal
Em 1967, Geingob se casou com Priscilla Charlene Cash, natural de Nova Iorque; o casal teve uma filha, Nangula Geingos. Posteriormente, em setembro de 1993, Geingob se casou com a empresária Loini Kandume em Windhoek, um casamento do qual nasceram uma filha e um filho. Geingob iniciou procedimentos para se divorciar de Kandume em maio de 2006, e recebeu uma ordem provisória de divórcio em julho de 2008. Ele se casou com Monica Kalondo em fevereiro de 2015. O Estádio de Rugby Hage Geingob e o campus da faculdade de medicina da Universidade da Namíbia foram nomeados em homenagem a ele.

## Morte
Em 4 de fevereiro de 2024, o vice-presidente da Namíbia, Nangolo Mbumba, anunciou que Geingob havia morrido em um hospital em Windhoek. Ele estava tratando um câncer que havia anunciado em janeiro. Mbumba o sucedeu como presidente interino.